# كاشطو الأرضية
كاشطو الأرضية (بالفرنسية: Les raboteurs de parquet)‏ هو رسم زيتي بريشة الفنان الفرنسي الانطباعي غوستاف كاييبوت. مقاييس اللوحة 102 by 146.5 سنتيمتر (40.2 بوصة × 57.7 بوصة). وقد قدمتها أسرة كاييبوت في عام 1894 إلى متحف لوكسمبورغ، ثم نقلت إلى متحف اللوفر في عام 1929. في عام 1947 نقلت إلى Galerie nationale du Jeu de Paume وفي عام 1986 تم نقله مرة أخرى إلى متحف أورسيه في باريس، حيث تعرض حاليا.
يكمن إبداع كاييبوت بمحاولته الجمع بين الرسم الدقيق، والنمذجة والقيم اللونية الدقيقة التي تشجعها الأكاديميا مع الألوان الزاهية، منظور جريء، إحساس ثاقب بالضوء الطبيعي والموضوع الحديث  ما يميز الحركة الانطباعية. رسم كاييبوت اللوحة عام 1875 وهي تبين اهتمامه المستمر في المنظور والحياة اليومية. في المشهد، يقف المراقب فوق ثلاثة عمال جاثمين، يكشطون الأرضيات الخشبية في شقة برجوازية —يعتقد الآن أنها مرسم كاييبوت الخاص في 77 شارع ميرومينيل في الدائرة الثامنة في باريس. نافذة على الجدار الخلفي تسمح بدخول الضوء الطبيعي. يظهر جميع العمال بجذوع عارية ورؤوس مائلة، توحي بأنهم يتحدثون. اهتمام كاييبوت بالعري الذكوري، في السياق الحديث، قد رُبِط بمثليته الجنسية المفترضة. لا بد من الإشارة إلى أن ذلك كان جزء من نزعة أوسع، غير مقصورة بالضرورة على الفنانين المثليين، وقد ظهرت لأول مرة في لوحة لكوربيه لاثنين من المصارعين (Szépmüvézeti متحفبودابست). كانت هذه اللوحة من أوائل اللوحات التي يظهر فيها أشخاص ينتمون للطبقة العاملة المدينية. إنها تعيد تقديم موضوع العري الذكوري في الرسم لكن في صورة حديثة بشكل لافت. بدلا من أبطال العصور القديمة، نرى ههنا أبطال الحياة الحديثة - مفتولي العضلات وأقوياء -  في وضعية منحنية كانت ستبدو مهينة لو لم ينقلوا الإحساس بالقوة الرجولية والعمل الشريف. هناك موتيف من التموّج في اللوحة من نجارة الخشب على الأرض، إلى نمط الحديد في شباك النافذة إلى ظهور وأذرع العمال المقوسة. التكرار في اللوحة، ثلاثة عمال يعملون في جوانب مختلفة من نفس النشاط لكن بوضعيات مختلفة، مماثلة لأعمال معاصر كايبوت، إدغار ديغا.

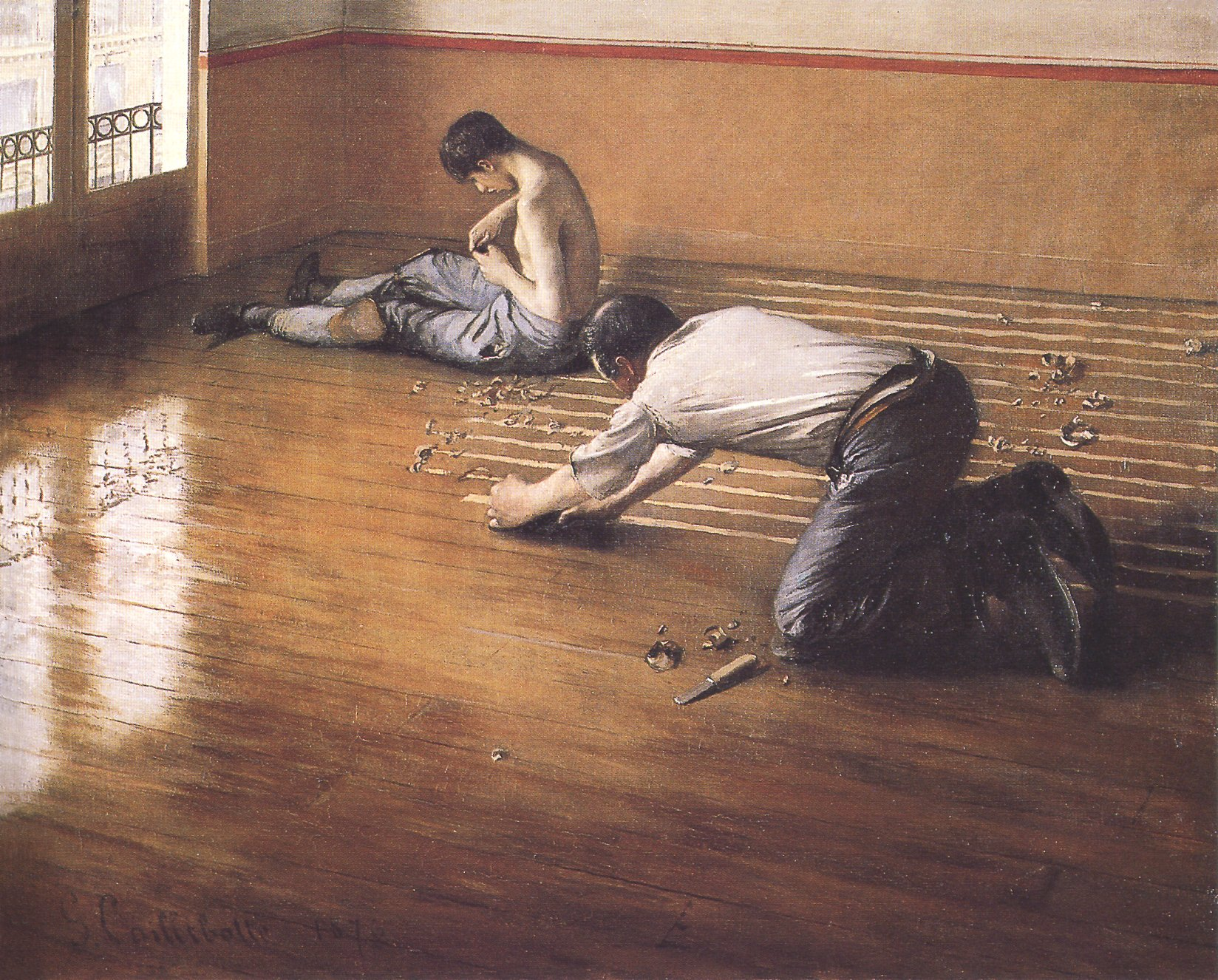
نسخة أخرى من نفس الموضوع لكاييبوت من عام 1876

على الرغم من الجهد الذي بذله كاييبوت برسم اللوحة فقد رفضته أشهر صالة عرض فني في فرنسا، صالون، في عام 1875. أدى تصوير أشخاص من الطبقة العاملة خلال عملهم ودون كامل ملابسهم، إلى صدم الحكام وجعلتهم يعتبرونها ذات «موضوع مبتذل». لقد تأثر كاييبوت من هذا الرفض، وقام في النهاية بعرض اللوحة في المعرض الثاني للانطباعيين، الذين كان قد سبق وانضم إليهم، في عام 1876. وعرض إلى جانبها بعض أعماله الأخرى، ومن ضمنها نسخة ثانية مختلفة من كاشطو الأرضية من عام 1876، عمله السابق Jeune homme à sa fenêtre (شاب بالقرب من النافذة) لوحة كاشطو الأرضية ارتبطت لاحقا بلوحة ديغا الغسالات، التي عرضت في نفس المعرض وسخر منها البعض باعتبارها «مبتذلة».
انقسمت الآراء حول اللوحة في الأوساط الفنية الباريسية. كات من بين المنتقدين، إميل بورشورون، منتقد للانطباعية، الذي ذم لوحة كاييبوت مع بعض الثناء الباهت: «أقل [اللوحات] سوءا في المعرض. إحدى المهام التي يبدو أن الانطباعية وضعت لنفسها هي تعذيب المنظور: ترى هنا ما هي النتائج لذلك.» إميل زولا أشاد بالتنفيذ التقني، ولكن بعد ذلك قال عنها «لوحة معادية للفن، الرسمة متقنة كلوحة برجوازية زجاجية، بسبب دقة النسخ.» لويس Énault لم يقلق من الموضوع («الموضوع بالتأكيد مبتذل، ولكن يمكننا أن نفهم كيف يمكن أن يغري الرسام») ولكنه عاب إخلاص اللوحة للمشهد: «ويؤسفني أن الفنان لم يختر له شخوصا أفضل... أذرع القاشطون أنحل من اللازم، وصدورهم ضيقة جدا... إما أن يكون عريك وسيما أو لا تتورط به!»
حازت اللوحة على الثناء من العديد من النقاد، رغم ذلك. فيما يتعلق برفض صالون فقد دعا الفرار  الشاعر والناقد إميل بلمون «علامة سيئة جدا للحكام الرسميين». قارن موريس Chaumelin كاييبوت بشكل ايجابي مع معاصريه، كاتبا أن العمل أظهر بأنه «واقعي بقدر ما هو صريح، ولكنه أذكى من كوربيه، عنيف مثل مانيه لكنه بالإجمال أدق منه.» فيليب برتي قارنه حتى بجيل سابق من الفنانين: «لوحاته بديعة في تكوينها، ولكن أكثر من ذلك، من شدة حيوية الرسم فإنها تشبه في لوحات الفلورنسيين الأوائل.»

## الحواشي
1. ↑   http://jocondelab.iri-research.org/jocondelab/notice/57309/. {{استشهاد ويب}}: |url= بحاجة لعنوان (مساعدة) والوسيط |title= غير موجود أو فارغ (من ويكي بيانات) (مساعدة)
2. ↑  "Notice of the work". musee-orsay.fr. مؤرشف من الأصل في 2018-12-06. اطلع عليه بتاريخ 2012-07-24.
3. ↑  "Gustave Caillebotte". Encyclopædia Britannica. Encyclopædia Britannica, Inc. مؤرشف من الأصل في 2015-04-29. اطلع عليه بتاريخ 2014-12-11.
4. 1 2  Marrinan 2002.
5. ↑  Giuntini, Parma and Robert Summers. "Caillebotte: The Floor Scrapers – Smarthistory". Khan Academy. مؤرشف من الأصل في 2014-10-07. اطلع عليه بتاريخ 2012-07-24.
6. ↑  Petra Ten-Doesschate، Chu (2011). Nineteenth-century European Art (ط. Third). Prentice Hall. ص. 402. ISBN:9780205707997.
7. ↑  "Gustave Caillebotte: The Floor Planers". musee-orsay.fr. 25 مارس 2009. مؤرشف من الأصل في 2018-09-07. اطلع عليه بتاريخ 2012-07-24.
8. ↑  Petra Ten-Doesschate، Chu (2011). Nineteenth-century European Art (ط. Third). Prentice Hall. ص. 402. ISBN:978-0-205-70799-7.
9. 1 2 3 4 5 6 7 8  Varnedoe 2000.
10. 1 2  Herbert 1991.